# Arkansas
Arkansas er en delstat i USA. Delstatens hovedstad og største by er Little Rock. Delstaten har 3.011.524(2020) indbyggere.
Arkansas blev optaget som USA's 25. delstat den 15. juni 1836. Arkansas motto er Regnat Populus (engelsk The People Rule, eller på dansk: Folket styrer).

## Historie
Den første europæer, der ankom til Arkansas, var spanieren Hernando de Soto, som foretog opdagelsesrejser i slutningen af det 16. århundrede. De tidlige spanske eller franske opdagelsesrejsende gav delstaten dens navn, som sandsynligvis er et ord fra sproget Illinois for folkeslaget Quapaw . Blandt de oprindelige amerikanere, der boede i Arkansas-området, før de drog vestover, var stammerne Caddo og Osage. Før Arkansas blev en delstat, blev området kaldt Arkansas-territoriet, og i perioden som territorium beboede de fem civiliserede stammer området på deres vej mod vest.
Arkansas er en af de syv nuværende delstater, der er blevet dannet af arealet købt af USA fra Napoleon 1. af Frankrig ved Louisiana-købet i 1803. I 1839 blev Arkansas den 25. delstat i USA som slavestat.
I forbindelse med den amerikanske borgerkrig nægtede Arkansas at blive en del af Amerikas Konfødererede Stater, indtil Abraham Lincoln tilkaldte tropper for at kunne besvare de konfødereredes angreb på Fort Sumter i South Carolina, og Arkansas brød ud af Unionen den 6. maj 1861. I Arkansas fandt der mange forholdsvis ukendte slag sted, og vigtige personer fra Arkansas under borgerkrigen var bl.a de konfødereredes generalmajor Patrick Cleburne samt generalmajoren Thomas C. Hindman, som styrede de konfødererede tropper ved slaget ved Cane Hill og slaget ved Prairie Grove i Arkansas.
Under USA's genopbygning efter borgerkrigen blev Arkansas genoptaget som delstat i USA i juni 1868. I 1874 blev delstaten rystet af et guvernørkup, som endte i militær konflikt, og som først sluttede efter ordre fra USA's præsident Ulysses S. Grant.
I 1881 blev Arkansas efter stridigheder om udtalen af delstatens navn den første og hidtil eneste stat i USA, der vedtog en lov, der definerede udtalen.
I 1954 afgjorde USA's højesteret, at det var ulovligt at raceopdele alle skoler, og gymnasiet Little Rock High besluttede at følge Højesterets beslutning og tillod dermed studerende med afro-amerikansk baggrund. Arkansas kom i de nationale nyheder, da den datidige guvernør, Orval Faubus, indsatte delstatens nationalgarde for at hjælpe støtterne af fortsat raceopdeling med at forhindre ni afro-amerikanske studerende i at blive optaget på gymnasiet i Little Rock. Præsident Dwight D. Eisenhower indsatte herefter nationale tropper den 25. september 1957 med henblik på at eskortere de ni studerende. Begivenheden førte til, at Little Rock's gymnasier blev lukket resten af skoleåret. Inden udgangen af 1959 var alle gymnasier dog åbne for alle uanset race.

## Politik
Den nuværende guvernør i Arkansas er republikaneren Asa Hutchinson, som blev indsat den 13. januar, 2015. Begge af Arkansas' to senatorer, John Boozman og Tom Cotton, er republikanere. De fire pladser i Repræsentanternes Hus besiddes af 4 republikanere.
Arkansas' lovgivende forsamling udgøres af Arkansas General Assembly, der som USA's føderale lovgivende forsamling består af et "overhus" (Arkansas Senate) og et "underhus" (Arkansas House of Representatives). Der er 35 pladser i Arkansas Senate og 100 pladser i Arkansas House of Representatives. Den lovgivende forsamling mødes i Little Rock. Det republikanske parti har flertallet i Arkansas' lovgivende forsamling, hvor partiet efter valget i 2012 har flertal i begge kamre.
I 1992 var Arkansas den eneste delstat i USA, som gav én af præsidentkandidaterne – den lokale Bill Clinton – absolut flertal. I 2004 vandt George W. Bush delstaten med 10 procentpoint, hvilket førte til spekulationer om, hvorvidt staten var ved at skifte til republikanerne. I 2006 vandt demokraterne dog en overbevisende sejr, der bl.a. indbefattede, at partiet genvandt guvernørposten. I 2012 vandt republikanerne igen ved præsidentvalget - Mitt Romney fik 60,6% af stemmerne.
Republikanernes styrke ligger især i det nordvestlige Arkansas, mens resten af delstaten er stærkt orienteret mod demokraterne. Parlamentet i Arkansas, som regnes for at være den fjerdestærkeste demokratiske forsamling efter Massachusetts', Hawaiis og Connecticuts parlamenter, har ikke været kontrolleret af republikanerne siden genopbygningstiden efter den amerikanske borgerkrig.
En overvejende andel af vælgerne i Arkansas er registreret som demokratiske vælgere. Delstaten er dog konservativ i sociale spørgsmål, dens vælgere vedtog f.eks. et forbud mod homoseksuelle ægteskaber med 74% af stemmerne.

## Geografi
Det meste af Arkansas' østlige grænse udgøres af Mississippi-floden undtagen i et mindre område, hvor St. Francis River danner grænsen. Arkansas har grænse mod syd til Louisiana, mod nord til Missouri, mod øst til Tennessee og Mississippi, samt mod vest til Texas og Oklahoma.
Arkansas har et landskab med bjerge og dale, dybe skove og frugtbare sletter. Det nordvestlige af delstaten er en del af Ozark-plateauet og omfatter bjergene Boston Mountains, mod syd ligger Ouachita Mountains og disse to områder deles af Arkansasfloden. De sydlige og østlige dele af Arkansas kaldes the Lowlands, og landet i dette område langs Mississippi-floden kaldes også for Arkansas' delta, grundet de rige jorder, som er opstået fra flodens oversvømmelser. Området har rige landbrugsområder og er hjemsted for meget af agerbruget i delstaten.
Arkansas har mange huler, og Trail of Tears løber gennem staten.

### Klima
Arkansas har generelt et subtropisk klima, som grænser til fastlandsklima i visse nordlige, højtliggende områder. Selv om Arkansas ikke grænser til den Mexicanske Golf, er delstaten stadig tæt nok på denne store, varme vandmasse til, at den har den vigtigste vejrpåvirkende effekt i staten.
Overordnet har Arkansas meget varme og fugtige somre og milde, lidt tørre vintre. I Little Rock er de gennemsnitlige temperaturer omkring 32 °C om sommeren og ca. 10 °C om vinteren. Den årlige nedbørsmængde i delstaten varierer mellem 1.000 og 1.250 mm og er generelt højere i den vestlige del. Snefald er ikke sjældent, men har ikke været normalt i de senere år, hvor den gennemsnitlige snemængde har været 13 cm.
Selv om Arkansas har et subtropisk klima, er staten kendt for sit til tider ekstreme vejr. Med sin beliggenhed mellem de store stepper og staterne langs den Mexicanske Golf har delstaten 60 dage om året med tordenvejr. Tornadoer er ikke unormale i Arkansas, og et antal af de mest ødelæggende tornadoer i USA har ramt staten, ligesom efterdønningerne af tropiske cykloner også ofte rammer Arkansas.

## Økonomi
Arkansas' bruttodelstatsprodukt var i 2010 105 mia. USD
, og den gennemsnitlige personlige indkomst 36.027 USD, den femtelaveste i USA.
Statens landbrugsproduktion omfatter fjerkræ, æg, sojabønner, durra, kvæg, uld, ris, svin og mælk. Industriprodukterne er bl.a. forarbejdede fødevarer, elektrisk udstyr, metalprodukter, maskiner, papirprodukter, brom og vanadium. I de senere har er der åbnet fabrikker, der fremstiller reservedele til biler i den østlige del af Arkansas. Turisme er også en vigtig sektor.

## Demografi
I 2010 havde Arkansas en befolkning på 2.915.918, hvilket var en stigning på 9,1% siden 2000. 1. juli 2012 skønnede Census Bureau, at indbyggertallet var 2.949.131.
De fem største folkegrupper i staten var i 2010 er engelsk-amerikanere (20,7%), afro-amerikanere (15,6%), irsk-amerikanere (12,5%) og tysk-amerikanere (11,2%). Der er mange personer med europæisk ophav i den centrale og nordvestlige del af delstaten. Afro-amerikanerne bor især i de frugtbare sydlige og østlige dele, og folk med britisk og tysk oprindelse findes især i den nordvestlige del nær grænsen til Missouri.

### Religion
Arkansas er som de fleste andre sydstater en del af bibelbæltet i USA og er overvejende protestantisk. Indbyggernes religiøse tilhørsforhold er:
- Kristne – 86%
  - Protestanter – 78%
    - Baptister – 39%
    - Metodister – 9%
    - Pinsebevægelsen – 6%
    - Andre protestanter – 24%

  - Katolikker – 7%
  - Ortodokse kristne – <1%
  - Andre kristne – <1%
- Andre religioner – <1%
- Ikke-religiøse – 14%